# Тунка (село)
Тунка (рос. Тунка) — село Тункинського району, Бурятії Росії. Входить до складу Сільського поселення Тунка.
Населення — 1830 осіб (2015 рік).

## Історія
В Тунці відбували заслання
- Михалевич Опанас Іванович (1848—1925) — український лікар та громадський діяч
- Юзеф Пілсудський, польський державний і військовий діяч